# ریزش سقف فرودگاه مهرآباد
ریزش سقف فرودگاه مهرآباد رویدادیست که در ۱۴ آذرماه ۱۳۵۳ (۵ دسامبر ۱۹۷۴ میلادی) در یکی از سالن‌های انتظار فرودگاه مهرآباد رخ داد. در این حادثه، دست کم ۱۸ نفر کشته و ده‌ها نفر مجروح شدند. گفته می‌شود نشستن برف سنگین باعث ریزش سقف شده بود. قابل ذکر است که ستون نگهدارندهٔ سقف سالن به دلیل انجام پاره‌ای از عملیات عمرانی به صورت موقت برداشته شده بود. به گفته علی ملک از کارکنان شرکت آیبک-Ibac-(مجری بروزرسانی سیستم ناوبری برج مراقبت فرودگاه) که ساعتی قبل از حادثه در سالن حضور داشته، وی ابتدا منشی دفتر اطلاعات و سپس مدیر سالن را در جریان خطری که بر اثر برداشتن ستون و ریزش سنگین برف در حال شکل‌گیری است گذارده، اما مدیر سالن باذکر این موضوع که این عملیات کاملاً کنترل شده و مهندسی می‌باشد ترتیب اثری به این هشدار به هنگام نداده‌است.

## کشته‌شدگان معروف
- جلیل توحیدی، از زبان‌شناسان ایرانی بود که در این حادثه کشته شد. ابتدا پای او دچار شکستگی شد و در بیمارستان بستری گردید، اما حدود یک هفته بعد به دلیل ایجاد لخته در خون درگذشت. توحیدی دوره دکتری زبان‌شناسی را در دانشگاه لندن گذراند. کتاب «پژوهشی در صوت‌شناسی فارسی جدید» که به آهنگ و ویژگی‌های وابسته در فارسی می‌پردازد، رساله دکتری اوست که اکنون به عنوان کتاب درسی در دانشگاه‌های ایران تدریس می‌شود. علی‌محمد حق‌شناس کتاب «آواشناسی» خود را به او تقدیم کرده‌است.[۳]

## پیامدها
پس از این حادثه، نهاد اورژانس با همکاری کشور آمریکا رسماً در ایران تأسیس شد. قبل از آن، هیچ سیستم ازپیش‌طراحی‌شده‌ای برای کمک‌رسانی و انتقال مجروحین به بیمارستان در این‌گونه حوادث ناگهانی وجود نداشت.
سالن مربوط در زمان مدیر عاملی ابوالحسن ابتهاج ساخته شده بود و این حادثه به اتهامات قبلی ابتهاج، یک پرونده دیگر اضافه کرد.